# 圖阿馬西納二區
圖阿馬西納二區，是馬達加斯加的行政區，位於該國東部，由阿齊那那那區負責管轄，首府設於圖阿馬西納，面積4,816平方公里，2011年人口219,227，人口密度每平方公里41人。